# ببر طلایی

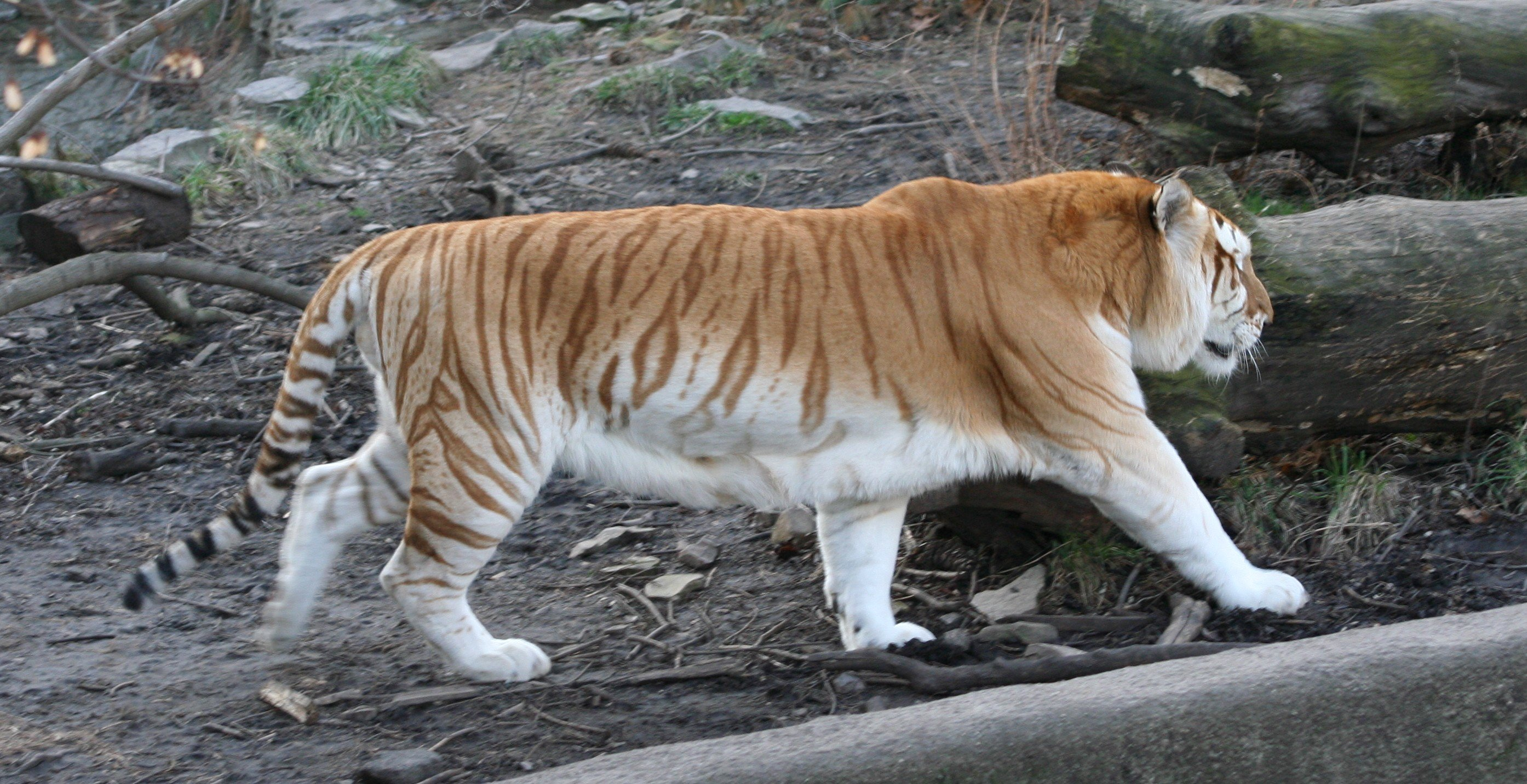
پوشش بدن یک ببر طلایی که کم‌رنگ‌تر از ببرهای معمولی است.

ببر طلایی که گاهی ببر توت‌فرنگی نیز نامیده می‌شود، ببری با تنوع رنگی ناشی از یک ژن مغلوب است. ببر طلایی مانند ببرهای سفید و ببرهای سیاه، یک فرم رنگی است و نه یک گونه یا زیرگونهٔ جداگانه. رنگ ببر طلایی، بلوند یا طلایی کم‌رنگ است و دارای راه‌راه‌های قرمز-قهوه ای (نه سیاه) است که ناشی از یک ویژگی مغلوب به‌نام «باند پهن» است که بر تولید رنگ سیاه در طول چرخهٔ رشد مو تأثیر می‌گذارد. رنگ‌هایی به‌جز رنگ معمول ببرها، نارنجی با نوارهای سیاه، در طبیعت دیده می‌شود، اما درصد بسیار کمی دارد. بخشی از بدن ببرهای طلایی مانند بخش‌هایی از شکم و پاها سفید و کم‌رنگ است.

## در اسارت
به‌نظر می‌رسد که همهٔ ببرهای طلایی در اسارت به یک ببر سفید به نام Bhim, پسر سفید یک ببر آمور نیمه‌سفید به‌نام تونی قابل ردیابی هستند. تونی به‌عنوان نیای مشترک تمام ببرهای سفید در باغ‌وحش‌های آمریکای شمالی در نظر گرفته می‌شود. Bhim حامل «ژن باند پهن» بود و این ژن را به برخی از فرزندانش منتقل کرد. هنگامی‌که فرزندان نرِ طلایی با فرزندان مادهٔ نارنجی معمولی جفت شدند، زاده‌ها ببر طلایی و ببر سفید بودند.
پدید آمدن توله‌هایی با رنگ‌های مختلف، غیرعادی نیست، زیرا رنگ‌های سفید و طلایی به‌دلیل ترکیبی از ژن‌های مغلوب پنهان که توسط والدین حمل می‌شوند ایجاد می‌شوند. ببرهای سفید مانند Dreamworld's Mohan (ببر سفیدی که در دههٔ ۱۹۵۰ در هند اسیر شد) بسیار هم‌خون هستند. هم‌خونی تنوع ژنتیکی را کاهش می‌دهد و ممکن است باعث شود ژن‌های پنهان، آشکار شوند زیرا احتمال بیشتری وجود دارد که دو ژن مغلوب به هم برسند.
تجزیه و تحلیل درخت تبارزایی ببرهای طلایی نشان می‌دهد که ببرهای طلایی از نظر ژنتیکی ببرهای نارنجی طبیعی با اضافه شدن یک ژن اصلاح‌کنندهٔ مغلوب، احتمالاً «ژن باند پهن» هستند. همین ژن باند پهن باعث پیدایش ببرهای سفید بدون راه‌راه نیز می‌شود. ببر سفیدی که دو نسخه از ژن باند پهن مغلوب را به ارث می‌برد، سفید بدون راه‌راه خواهد بود. یک ببر نارنجی معمولی که دو نسخه از ژن باند پهن مغلوب را به ارث می‌برد، یک ببر طلایی خواهد بود. ژن باند پهن مستقل از ژن سفید، انتقال می‌یابد.